# Иван Минов
Иван Минов (Минев) е български революционер, деец на „Охрана“ по време на Втората световна война.

## Биография
Иван Минов е роден в костурското село Сетома, тогава в Османската империя, днес Кефаларион, Гърция. Деец е на гръцката комунистическа партия. В началото на 1943 година се присъединява към „Охрана“ и е определен за ръководител на отряд от около 100 души в Желево. През август 1943 година е определен за началник (войвода) на Кономладския център. Негов подвойвода тогава е Александър Панджаров.